# Ашборо (Северна Каролина)
Ашборо (енгл. Asheboro) град је у америчкој савезној држави Северна Каролина.

## Демографија
По попису из 2010. године број становника је 25.012, што је 3.34 (15,4%) становника више него 2000. године.
| Група             | 2000.          | 2010.          |
| Белци             | 14.219 (65,6%) | 14.504 (58,0%) |
| Афроамериканци    | 2.618 (12,1%)  | 3.001 (12,0%)  |
| Азијати           | 301 (1,4%)     | 346 (1,4%)     |
| Хиспаноамериканци | 4.319 (19,9%)  | 6.719 (26,9%)  |
| Укупно            | 21.672         | 25.012         |